# Autobus wyborczy

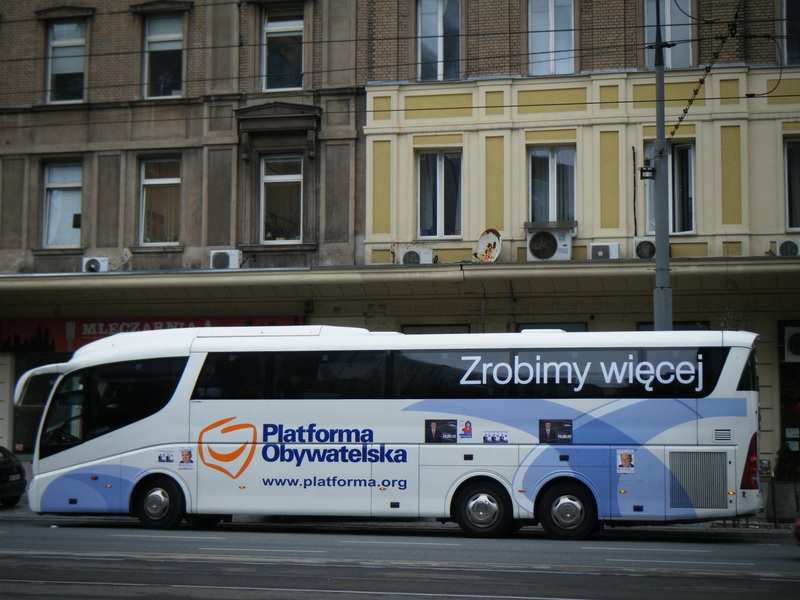
Autobus Platformy Obywatelskiej z kampanii wyborczej w 2011

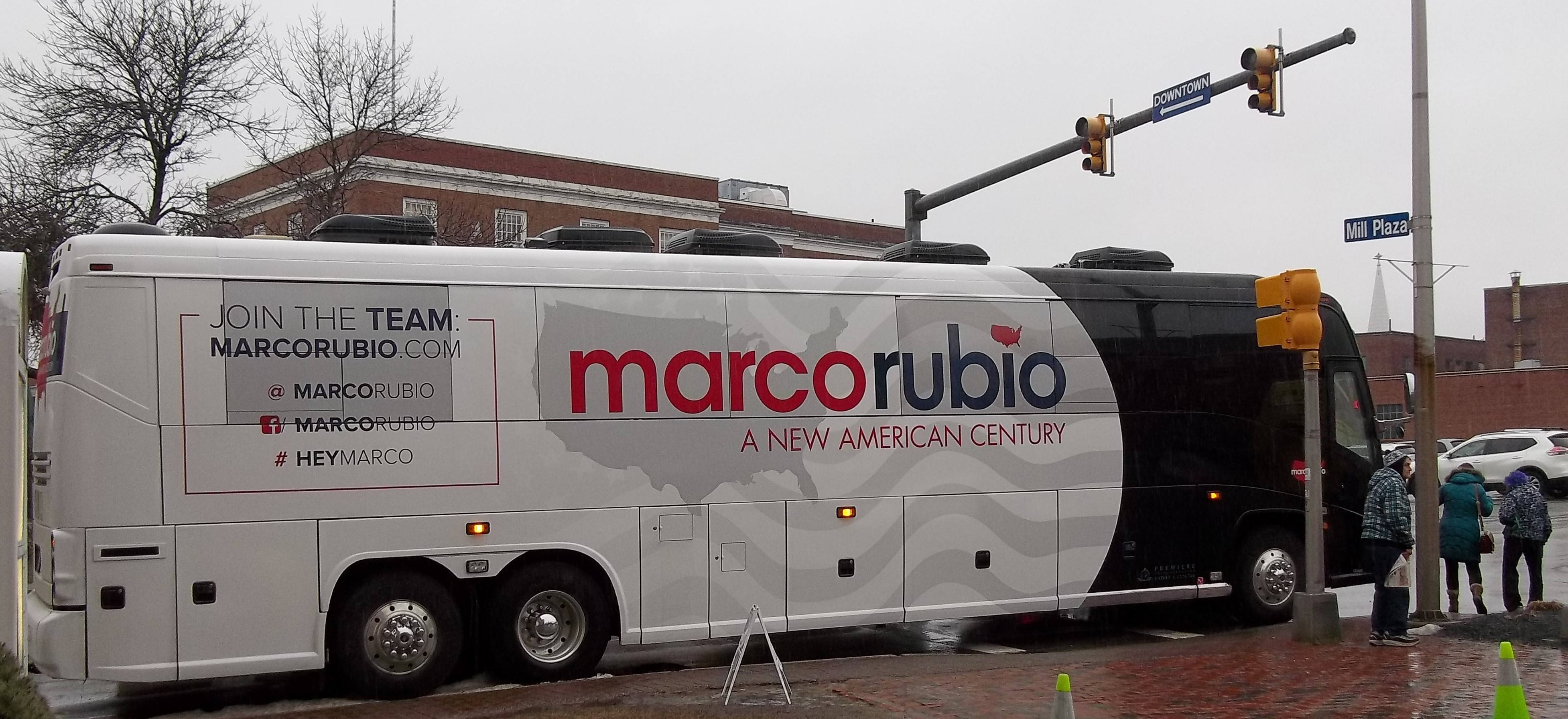
Autobus wyborczy Marco Rubio podczas kampanii prezydenckiej 2016

Autobus wyborczy – autobus, z którego prowadzona jest kampania wyborcza kandydata w wyborach lub partii politycznej. Politycy wykorzystują autobusy wyborcze, by podróżować po kraju i spotykać się z wyborcami. 
Używanie autobusów w kampanii jest znane już co najmniej od 1948 roku, kiedy to Thomas E. Dewey podróżował swoim autobusem przed wyborami prezydenckimi w USA.
Niektóre autobusy wyborcze zyskały własne nazwy, jak na przykład:
- Kwak - autobus Aleksandra Kwaśniewskiego podczas wyborów prezydenckich w 1995 roku

- Tuskobus – autobus Donalda Tuska podczas wyborów parlamentarnych w 2011[2]
- Czerwony Autobus – autobus SLD podczas wyborów do Parlamentu Europejskiego w 2014[3]
- Bronkobus – autobus Bronisława Komorowskiego podczas wyborów prezydenckich w 2015[2]
- Dudabus – autobus Andrzeja Dudy podczas wyborów prezydenckich w 2015[4]
- Szydłobus – autobus Beaty Szydło podczas wyborów parlamentarnych w 2015[4]
- .R-Bus – autobus Ryszarda Petru podczas wyborów parlamentarnych w 2015[5]

Prowadzenie kampanii wyborczej z autobusu jest popularne w wielu krajach. Podczas kampanii prezydenckiej w USA w 2000 roku sławny stał się autobus Johna McCaina nazwany Straight Talk Express. W Wielkiej Brytanii autobusy wyborcze nazywane battle bus są od lat 70. XX wieku jednym z symboli wyborów. Z podróżowania autobusem znany jest również prezydent Brazylii Luiz Inácio Lula da Silva.